# Hryhorij Skovoroda
Hryhorij Savytj Skovoroda (ukrainska: Григо́рій Са́вич Сковорода́, ryska: Григо́рий Са́ввич Сковорода́: Grigorij Savitj Skovoroda), född 3 december 1722, död 9 november 1794, var en filosof, poet, tonsättare och lärare av ukrainsk-kosackisk bakgrund i Kejsardömet Ryssland.
Skovoroda (efternamnet betyder stekpanna) föddes i byn Tjornuchy norr om Lubny, mellan Poltava och Kiev, i en familj som var registrerade kosacker (en sorts lågadel). Området hade 1708 införlivats med ryska kejsardömet. Han fick sin utbildning i Kiev vid Kiev-Mohyla-akademin mellan 1734 och 1753 (med vissa uppehåll), men tog aldrig någon examen. Åren 1741–1744 sändes han till Moskva som sångare i kejserliga kören. Åren 1745–1750 tillbringade han i Ungern och gjorde resor i andra delar av Europa. Åren 1753–1759 var han informator hos en godsägarfamilj i Kovraj, väster om Lubny. Åren 1759–1769 var han lärare i vid kollegiet i Charkiv i ämnen som grekiska språket, grammatik, poetik och estetik.
Den återstående fjärdedelen av sitt liv tillbringande han på vandring i nordöstra Ukraina (Sloboda Ukraina, trakterna Sumy, Charkiv, Luhansk). Under den här tiden skrev han flera filosofiska verk och många brev samt översatte från latin till ryska.

## Verk
Skovoroda skrev på kyrkoslaviska, ukrainska och ryska, samt brev på grekiska och latin, och har haft stort inflytande på både ukrainsk och rysk kultur. Hans filosofi har liknats vid Sokrates.
Han har tonsatt kyrkomusik och några av sina egna dikter. De senare har blivit ukrainsk folkmusik, som har traderats av kringvandrande trubadurer, kobzarer (kobza liknar nationalinstrumentet bandura).
Hans skrifter trycktes och utgavs första gången 1798 i Sankt Petersburg, alltså efter hans död. Hans samlade verk utgavs 1861 i Sankt Petersburg. Nya samlade utgåvor har kommit 1894, 1912, 1961, 1973 och 2010.
Av hans verk finns ännu inga svenska översättningar.

## Eftermäle
Ett institut för filosofi uppkallat efter Skovoroda, som lyder under Ukrainska vetenskapsakademin, inrättades 1946. År 2006 sattes hans porträtt på den ukrainska 500-hryvnia-sedeln. Ett Skovorodamuseum i byn Skovorodynivka i Bogoduchivskyj rajon i Charkiv oblast förstördes i maj 2022 av ryskt bombardemang.